# Acidoxantha totoflava
Acidoxantha totoflava är en tvåvingeart som beskrevs av Hardy 1973. Acidoxantha totoflava ingår i släktet Acidoxantha och familjen borrflugor. Inga underarter finns listade i Catalogue of Life.